# كرايغ كونواي
كرايغ إيان كونواي (بالإنجليزية: Craig Ian Conway)‏ وهو لاعب كرة قدم سكتلندي في مركز الجناح ولد في يوم 2 مايو 1985 في مدينة إرفين في اسكتلندا، يلعب حالياً مع نادي بلاكبيرن روفرز وسبق له اللعب مع نادي برايتون أند هوف ألبيون وكارديف سيتي ودندي يونايتد وأير يونايتد ولعب مع منتخب اسكتلندا لكرة القدم ويبلغ طوله 170 سم.

## مسيرته الكروية
لعب كرايغ كونواي خلال مسيرته الاحترافية مع 5 أندية في ثمانية عشر موسمًا وسجل خلالها 45 هدفًا ضمن 449 مباراة. حيث فاز في موسم واحد بالكأس ولم يفز بأي دوري.
خاض كرايغ كونواي مسيرته مع نادي آير يونايتد في موسم 2002–03 ليلعب معه أربعة مواسم، مشاركًا في 63 مباراة سجل خلالها 7 أهداف. ثم انتقل إلى نادي دندي يونايتد في موسم 2006–07 ليلعب معه خمسة مواسم، حيث شارك في 137 مباراة سجل خلالها 13 هدفًا. لينتقل بعدها إلى نادي كارديف سيتي في موسم 2011–12 ولمدة موسمين، مشاركًا في 58 مباراة سجل خلالها 5 أهداف. ثم انتقل إلى نادي بلاكبيرن روفرز في موسم 2013–14 ليلعب معه ستة مواسم، مشاركًا في 178 مباراة سجل خلالها 19 هدفًا.

## روابط خارجية
- كرايغ كونواي على موقع الاتحاد الإسكتلندي (الإنجليزية)
- كرايغ كونواي على موقع قاعدة بيانات كرة القدم.إي يو (الإنجليزية)
- كرايغ كونواي على موقع ناشيونال فوتبول تيمز (الإنجليزية)
- كرايغ كونواي على موقع Soccerbase.com (لاعب) (الإنجليزية)
- كرايغ كونواي على موقع AS.com (الإسبانية)